# Mystery remains
Mystery remains is het vijfde muziekalbum van de Duitse “muziekgroep” Apogee. Apogee bestaat eigenlijk maar uit een man, Arne Schäfer. Schäfer is een van de leidende personen uit Versus X. Muziek die hij niet kwijt kan in die band gebruikt hij voor albums, die uitgebracht worden onder de naam Apogee. Het is geen echt soloalbum, want die worden onder zijn eigen naam uitgebracht. Het album is opgenomen in de periode 2003-2008 in Mühlheim, Frankfurt am Main en Mainz. Opnieuw werd de vergelijking gemaakt met Van der Graaf Generator met Peter Hammill. De zang is Engelstalig, maar met behoorlijk Duits accent.

## Musici
- Arne Schäfer – zang, gitaar, basgitaar, toetsinstrumenten
- Thomas Reiner – slagwerk en percussie , tracks 1-4 (dan drummer van Versus X)
- Uwe Völlmar- slagwerk track 5 (voormalige drummer van Versus X)

## Muziek
Alle muziek en teksten van Schäfer, slagwerkpartijen door respectievelijk Reiner en Völlman 

| Nr. | Titel                 | Duur  |
| --- | --------------------- | ----- |
| 1.  | Mystery remains       | 12:57 |
| 2.  | Get your reward       | 8:59  |
| 3.  | The claws of insanity | 14:13 |
| 4.  | Point of ignition     | 12:33 |
| 5.  | Tracing experience    | 20:07 |